# Bonstapel
Der Bonstapel ist mit 342 m ü. NN der höchste Berg der ostwestfälischen Stadt Vlotho und zugleich des Kreises Herford. Der Berg liegt im Süden der Gemeinde Vlotho und gehört naturräumlich zum Weser- bzw. zum Lipper Bergland. Am 30. Juni 2020 wurde in einer Feierstunde mit Landrat und Bürgermeister auf dem Gipfel ein sechs Tonnen schwerer, auf Vlothoer Gebiet gefundener Findling mit der Aufschrift »Bonstapel 342 Meter höchste Erhebung im Kreis Herford« platziert.

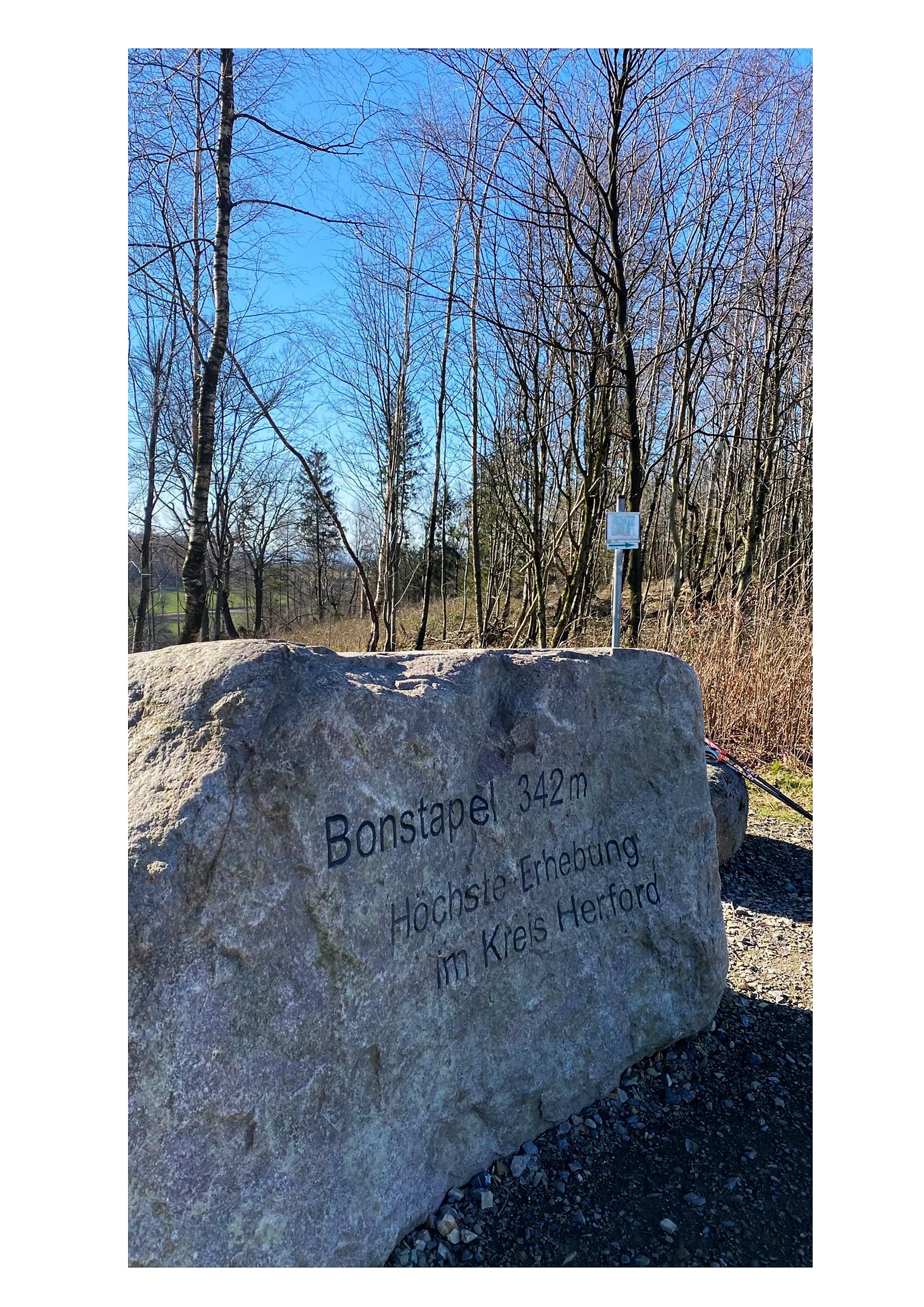
Bonstapel Findling 2022

## Naturschutzgebiet
Unterhalb des Bonstapels befindet sich das Naturschutzgebiet „Linnenbeeke/Steingrund“. Das Gebiet umfasst ein ausgedehntes Waldgebiet mit mehr als 1000 Findlingen aus verschiedenen Eiszeiten. Den Wald aus Buchen und Eichen durchfließt die Linnenbeeke, die am Bonstapel aus sieben Quellen entspringt.

## Naturlehrpfad
Im Rahmen des „Arbeitskreises Lernort-Natur“ wurde in Vlotho 1994 der „Naturlehrpfad Bonstapel“ geschaffen, der im Sinne der aktuellen Museums-Pädagogik damals schon mit Erfolg den Menschen näher an die Natur und diese näher an den Menschen heranbrachte.

### Stationen
- Tafel 1: Hinweistafel mit Verlauf des Naturlehrpfads am Wanderparkplatz beim ehemaligen Gasthaus „Zur Wilden Sau“ in Steinbründorf.
- Tafel 2: Das Turbinenhaus Niehage diente von 1925 bis 1954 zur Erzeugung elektrischer Energie für Licht und den Antrieb von Maschinen der nahegelegenen Hofanlage; das 1993 zum technischen Kulturdenkmal ausgewiesene Gebäude dient heute Eulen als Nistplatz und Fledermäusen als Winterquartier.
- Tafel 3: Die Linnenbeeke als Stillgewässer – Hier wurde die Linnenbeeke zu einem heute für die Fischzucht genutzten Mühlteich gestaut.
- Tafel 4: Die Linnenbeeke als Fließgewässer hat eine relativ starke Strömung, eine niedrige Wassertemperatur und hohen Sauerstoffgehalt; ihr kiesiger Untergrund bietet Groppe und Bachforelle gute Bedingungen zur Ablage ihres Laichs.
- Tafel 5, Die Sage vom Bonstapel: Zur Entstehung erzählt man sich im Ravensberger Land, dass der Teufel die Porta Westfalica schließen wollte, den Durchbruch der Weser zwischen Wiehengebirge und Jakobsberg, nach der die gleichnamige Stadt benannt wurde. Im so entstehenden See wollte er die Gott gefälligen Ravensberger ersäufen. Er holte aus der Kasseler Gegend einen Berg, schaffte es aber nicht mehr bis zum Ziel, denn ein Priester hielt ihm das Kreuz entgegen, er stürzte und der Berg (heute als Bonstapel bekannt) begrub ihn unter sich. Da versucht er noch heute, sich freizukämpfen und die alten Leute erzählen, dass man ihn ächzen und stöhnen hören kann. Dabei strengt er sich so an, dass sein Schweiß zu Tage tritt in den sieben Quellen der Linnenbeeke. Die Findlinge im Linnenbeeketal sind die Stein gewordenen Tränen, die er vergoss, als er merkte, sein Werk nicht vollenden zu können (manche sagen, dass es sein Schweiß sei, der während des Fluges herabtropfte).[3]
- Tafel 6; Die sieben Quellen entstanden dort, wo das Grundwasser an die Erdoberfläche dringt; es hat das ganze Jahr über eine konstante Temperatur von 6 bis 8 °C.
- Tafel 7: Der Niederwald mit seinen Rotbuchen ist eine besondere durch die Bewirtschaftung im 17. Jahrhundert entstandene Form des Waldes.
- Tafel 8: Die Vorwaldzone bildet als Übergangszone zwischen freier Flur und geschlossenem Wald ein sehr wichtiges Biotop.
- Tafel 9: Eine künstlich angelegte Insektenwand dient der Hege und Pflege von Insekten und Spinnentieren.
- Tafel 10: Die Blumenwiese
- Tafel 11: Kinder malen Natur
- Tafel 12: Die Hecke bietet Schutz gegen Erosion und Lebensraum für viele Pflanzen- und Tierarten.
- Tafel 13: Die Wacholderheide am Kleinen Selberg ist ein Kulturbiotop, das durch Menschenhand entstanden ist; ein Gedenkstein erinnert hier an den Heimat- und Naturforscher Helmut Richter (1904–1994), der 1961 die Anpflanzung einer Fichten-Monokultur verhinderte und so für den Erhalt der letzten Wacholderheide im Kreis Herford sorgte.
- Tafel 14: Kinder malen Natur

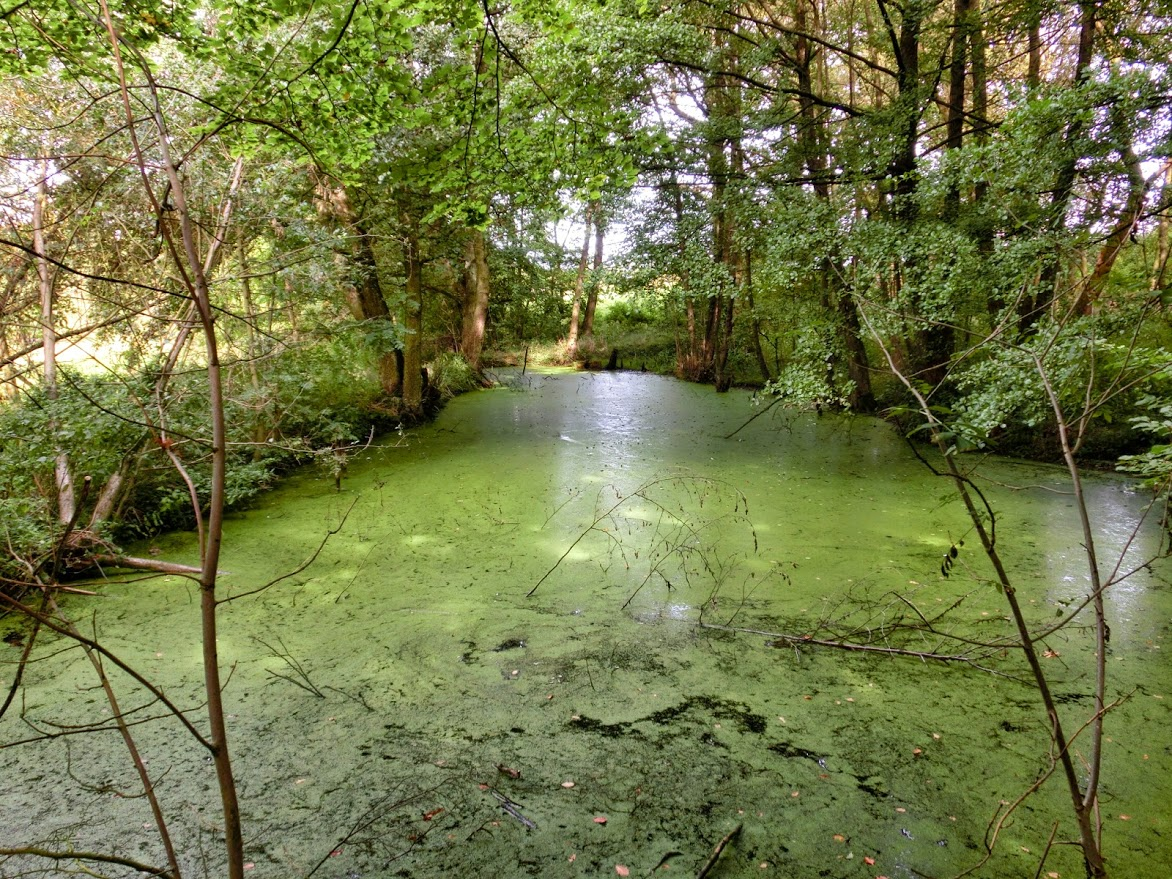
Station 3: Mühlenteich
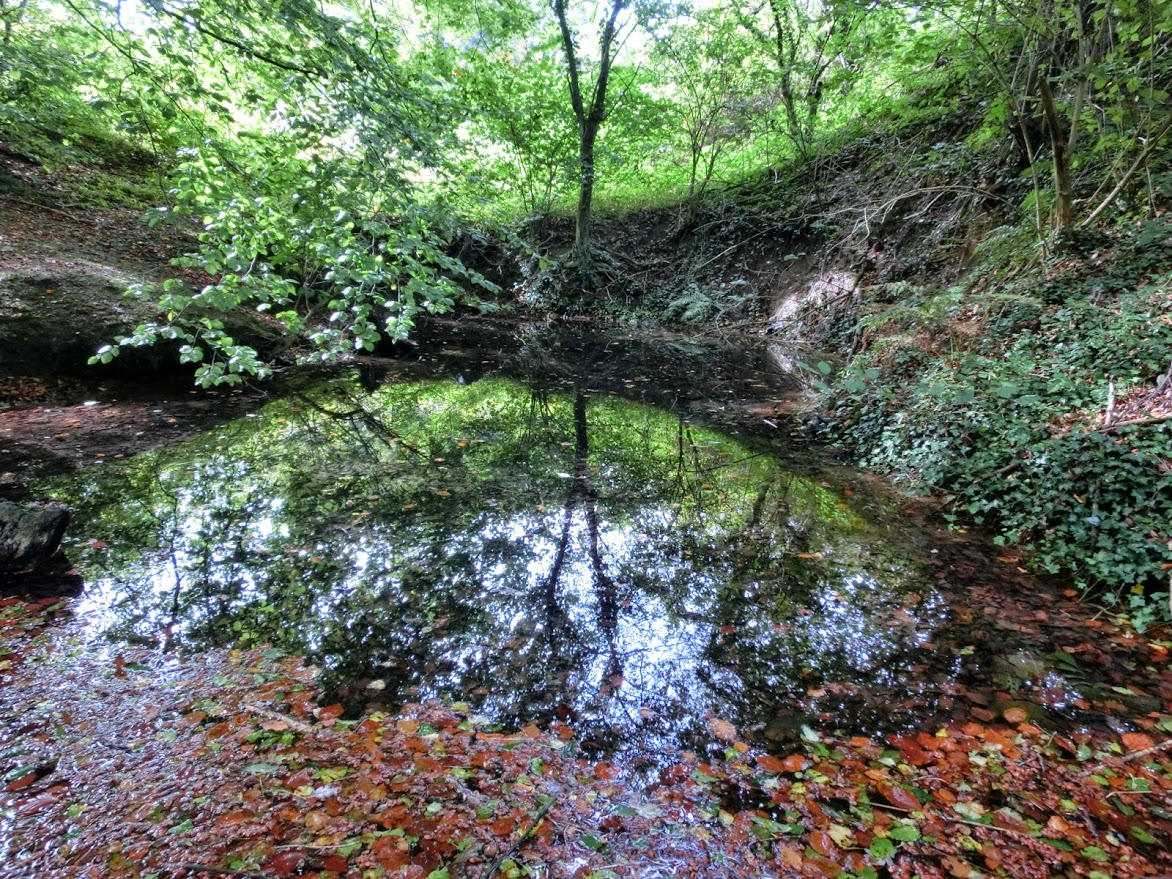
Station 6: Sieben Quellen
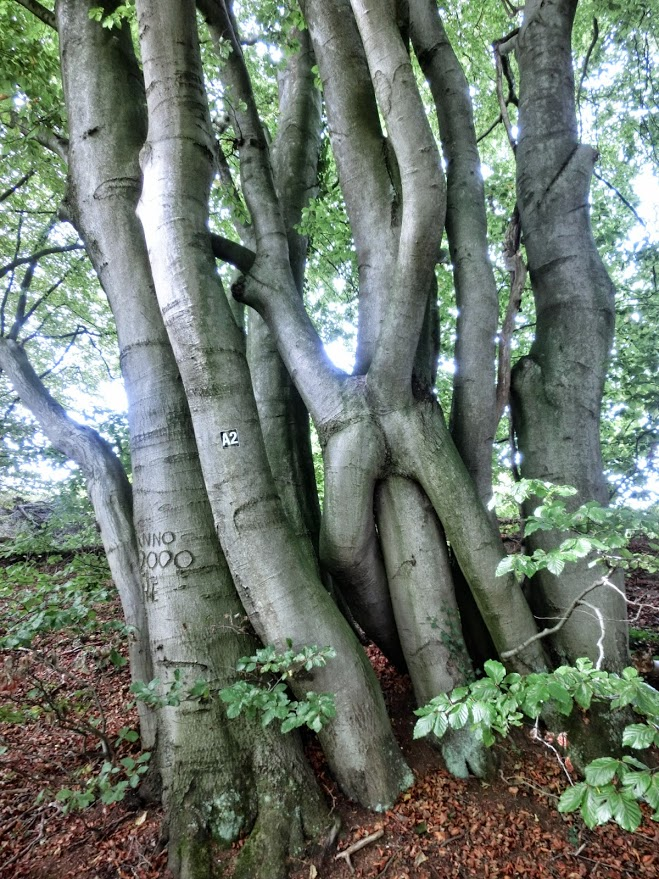
Station 7: Niederwald
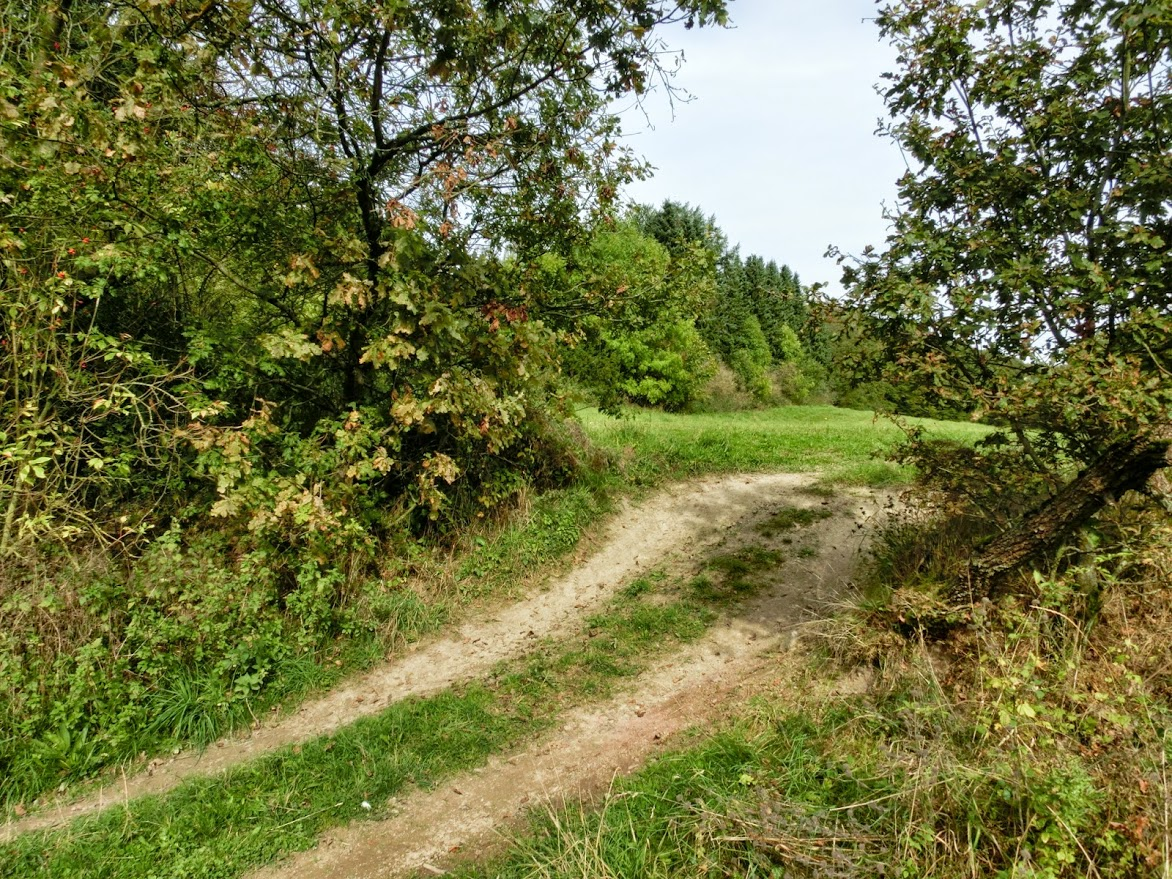
Station 8: Vorwaldzone
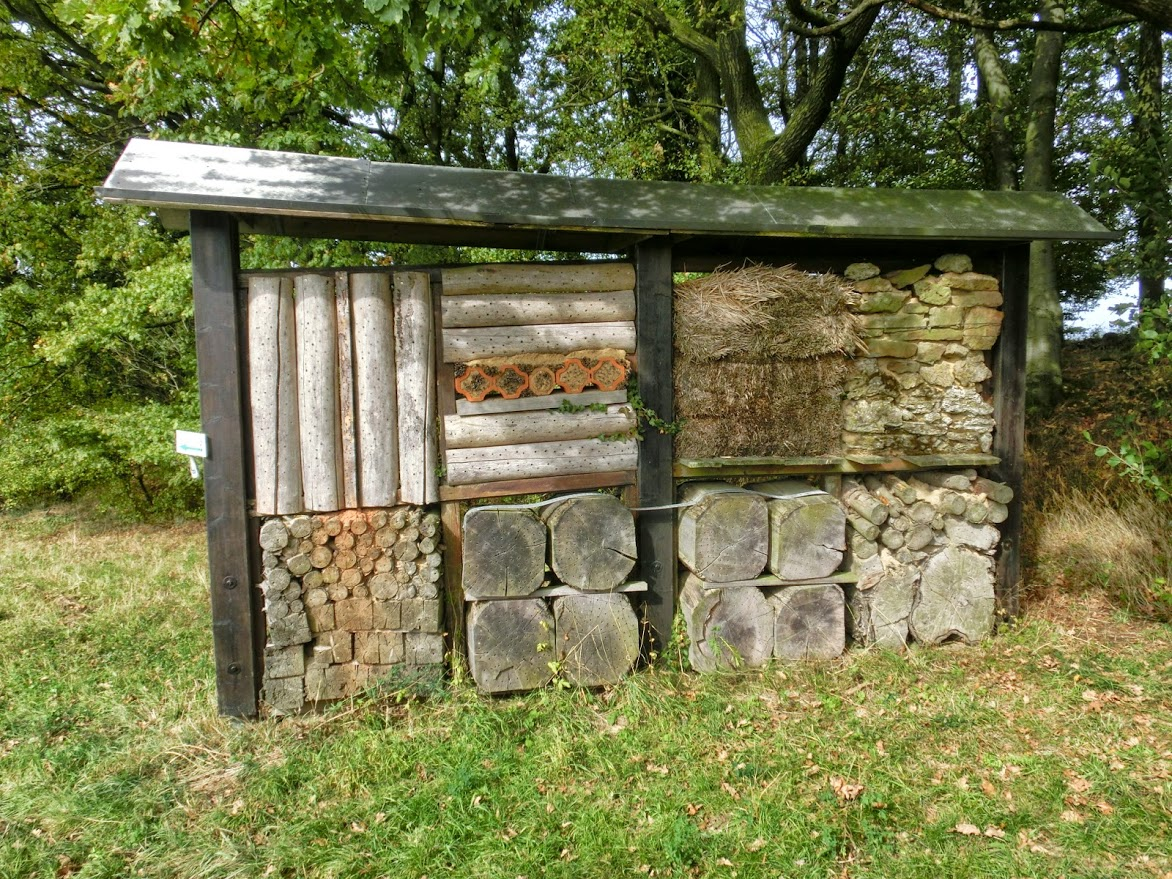
Station 9: Insektenwand
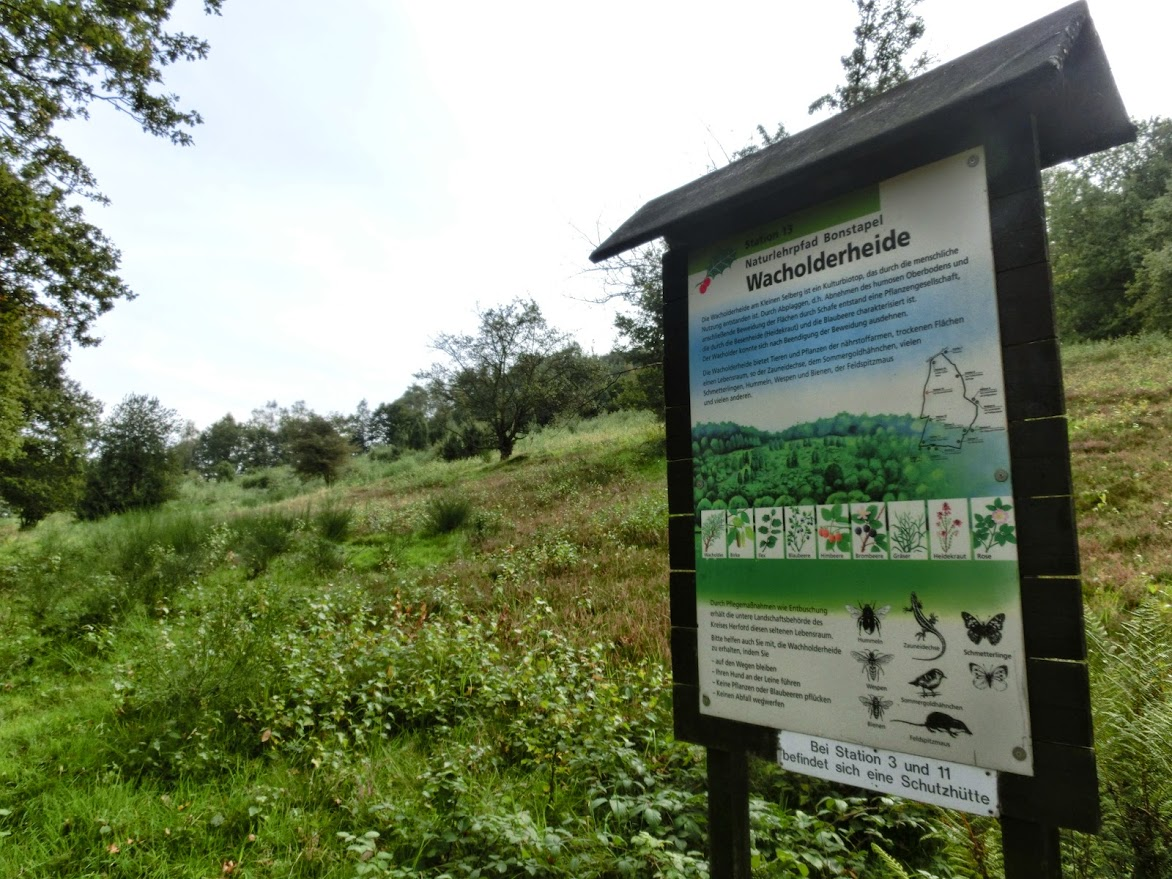
Station 13: Wacholderheide
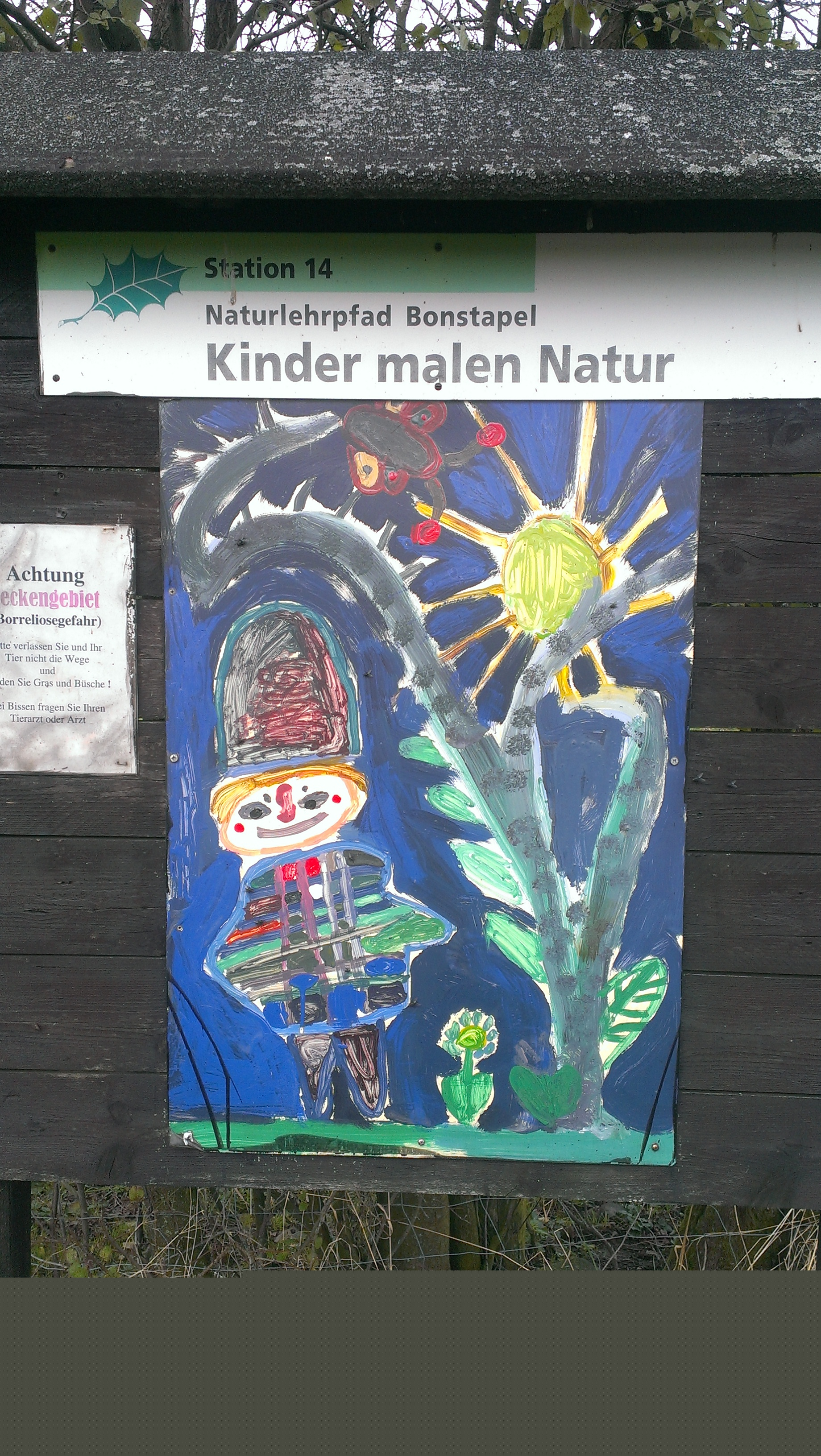
Station 14: Kinder malen Natur